# Partit Socialista Unificat del País Valencià
El Partit Socialista Unificat del País Valencià (Partido Socialista Unificado del País Valenciano) (PSUPV) fue un partido político español de ámbito valenciano, de carácter socialista y nacionalista, que según su programa pretendía la liberación de las clases oprimidas y la liberación del País Valenciano mediante el Derecho de autodeterminación considerando este configurado nacionalmente dentro de la nación catalana.
Surgió a principios de los años setenta con antiguos miembros del Frente Marxista Valenciano, como Antoni Bargues y Domènech Serneguet. Se legalizó el 21 de enero de 1977 y formó frente común con el PSAN, con quien organizó las primeras manifestaciones en Tárbena el 25 de abril.
El 8 de octubre de 1978, sin embargo, firmó el Compromiso autonómico con otros partidos que apoyaban al Consejo del País Valenciano, y en junio de 1982 participó en la fallida Unitat Valenciana, embrión de partido nacionalista unitario a partir del PNPV, el Partido Radical Socialista de Josep Lluís Albiñana, y UDPV de Vicent Ruiz Monrabal. Finalmente, se integraría primero en Esquerra Unida del País Valencià y luego en Unitat del Poble Valencià.